# Армянская рапсодия (Ипполитов-Иванов)
«Армянская рапсодия» — оркестровое сочинение, написанное  в 1895 году композитором Михаилом Ипполитовым-Ивановым. В основу легли армянские народные мелодии, записанные композитором в Нахичевани. Форма произведения - трехчастная, со вступлением и аналогичным по музыке заключением, где солировала скрипка, подражающая кеманче. В разработке темы использована форма канона (проведение одной и той же темы в разных инструментах, причём тема начинается у каждого инструмента позже, чем у предыдущего, сплетаясь с различными своими частями в единое целое).